# 中村滝商店
株式会社中村滝商店（なかむらたきしょうてん）は、かつて東京都に本社を置いていた、主に医薬品製造・卸販売を扱う企業であった。現在はクラシエ薬品である。

## 概要
- 製剤部門は「中村滝新薬株式会社」・卸小売部門は「中村滝商店」であった。
- 薬種商としては、江戸時代から続く老舗であり、明治・大正・昭和初期にかけては「大木」「茂木薬品商会」「岩城市太郎商店」「小西新兵衛商店（武田長兵衛商店・東日本代理店　中外新薬商会・代理店）」「鳥居商店（三共関東総代理店）」「田邊元三郎商店（田邊五兵衛商店東日本総代理店）」「浅川商店」「山口吉兵衛商店」「大羽商店」「藤田商店」と並ぶ企業であった。
- 関東大震災（1923年9月1日）以前は、「浅野商店」と共に塩野義製薬の関東代理店。また「山之内商会」関東代理店でもあった。震災後は、浅野商店の廃業により塩野義製薬・関東総代理店となる。また塩野義製薬は「中村滝新薬・関西代理店」であった。
- 1943年製造部門を「中村滝製薬株式会社」と商号変更。1943年「日本医薬品生産統制会社」を設立にあたって東西にわかれて設立されることになり、1944年「東京府医薬品配給統制株式会社」（初代社長・林惣次）を発足した。全製薬企業は軍事統制化に置かれる。この配給所指定からはずされる。地方に局方品配給実績がすくなかったことが理由であった。厚生省と関係機関等に働きかけ第七配給所までだったのを「第八配給所」として指定をうけることになる。戦後「中村滝製薬」を経て、1960年「中滝製薬工業」に社名変更。1971年8月「鐘紡」の資本参加を受ける。1972年5月「カネボウ中滝製薬株式会社」に商号変更し、販売部門を「カネボウ薬品販売」として独立。1974年10月「カネボウヤマシロ製薬」と共に「鐘紡」に吸収合併される（以降の歴史はクラシエ薬品の項目を参照）。

## 会社概要
- 代表取締役社長　　中村泰輔
- 鐘紡（現・クラシエ薬品）が吸収合併するまでは、東京証券取引所に上場していた。
- 現在は日本橋ワカ末ビル。

## 主な取引メーカー
- 中村滝製薬　等

## 医薬品貿易の先駆者
- 明治維新によって西洋文明が急速に流入したのに伴い、薬品輸入が急速に発展する。横浜・神戸は薬品の主たる輸入港となった。植野屋鳥居徳兵衛（現・鳥居薬品）・マルホン近江屋友田嘉兵衛（後の「友田合資会社」現在は「共創未来ファーマ」）・丸屋商社早矢士有的（現・書店丸善）・須原屋大川佐兵衛・北国屋又兵衛・小林圭助・岐阜屋榊伊助・福田清右衛門・田邊五兵衞（現・田辺三菱製薬）・武田長兵衛（現・武田薬品）・塩野義三郎（現・塩野義製薬）らが取引商として進出していた。
- 薬種商は、「問屋」「注文屋」「店売屋」「仲買」「糶」に分かれていた。
- 中村滝商店は、そのうちの「問屋」と呼ばれていた。
- 明治43年（1910年）7月、8人の仲買人によって「東京商友会」が結成された。一方、大阪では「西浜とんび」と称する仲買人のグループが結成される。

### 問屋
- 洋薬・和漢薬を大手に引取って注文屋・仲買・店売屋・糶に売るもの

### 注文屋
- 地方の薬店からの注文を聞き修道町などの問屋から品物を買い入れて送荷するもの

### 店売屋
- 問屋・仲買から仕入れ注文屋・糶に売るもの

### 仲買
- 問屋と注文屋・店売屋との間にあって仲介の業をするもの

### 糶
- 店舗をもたず、店売屋から仕入れて直接需要家（小売薬店・売薬店・医師）からの注文を受けそれらを調達して送り届けることを業とするもの